# Graafschap Gleichen
Gleichen was een graafschap binnen het Heilige Roomse Rijk, dat een grote rol speelde in de middeleeuwse geschiedenis van Thüringen.

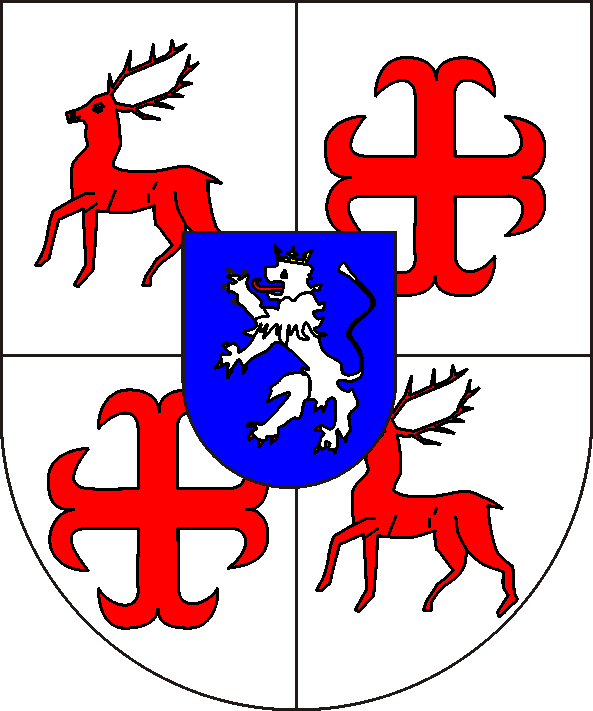
1,4: Spiegelberg; 2,3: Pyrmont; hart: Tonna

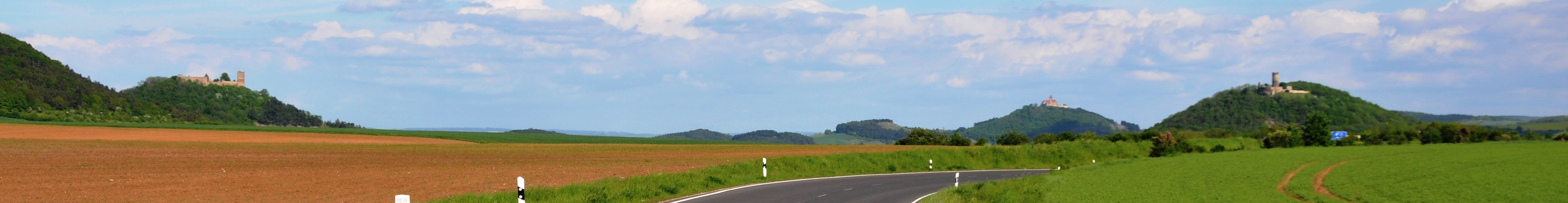
De heuvels Drei Gleichen in het kerngebied van het Graafschap Gleichen, tussen Arnstadt en Gotha: Burg Gleichen, Wachsenburg, Mühlburg (van links naar rechts)

Erwin I, graaf van Tonna werd voor het eerst vermeld in 1110. Zijn zoon Ernst I was voogd over Erfurt. Erwin II wordt door het aartsbisdom Mainz beleend met de burcht Gleichen (gelegen bij Arnstadt) en is de eerste die zich graaf van Gleichen noemt.
Omstreeks 1233 deelden de twee zoons van graaf Lambert II de bezittingen:
- Ernst IV kreeg het gebied rond Erfurt met Tonna (uitgestorven in 1631)
- Hendrik I kreeg het Eichsfeld en de voogdij over Erfurt (uitgestorven in 1310)

De graven uit de jongere tak noemden zich graaf van Gleichenstein. Zij verkochten de voogdij over Erfurt in 1283/90 aan de stad. Na de verkoop van het Eichsfeld en de burchten Gleichenstein, Scharfenstein en Birkenstein in 1294 aan Mainz was de invloed van het geslacht Gleichen sterk verminderd.
In de oudere tak was van 1249 tot 1266 een deling in Gleichen en Tonna. Een ingrijpender deling vond na de dood van graaf Herman III in 1345 plaats onder zijn zoons:
- Hendrik (overleden in 1378) kreeg Tonna (uitgestorven in 1627)
- Ernst (overleden in 1394) kreeg Gleichen (uitgestorven in 1631)

## Gleichen-Tonna
De zonen van graaf Hendrik deelden na zijn dood in 1378:
- Ernst (overleden in 1414) kreeg Tonna (uitgestorven in 1456)
- Hendrik (overleden in 1415) kreeg Heimburg (uitgestorven in 1627)

De twee zoons van Hendrik van Gleichen-Heimburg waren in 1415 de stichters van twee nieuwe linies;
- Ernst (overleden in 1460) kocht in 1432 Remda (uitgestorven in 1596)
- Lodewijk (overleden in 1467) erfde in 1416 de heerlijkheid Blankenhain, kocht in 1455 de heerlijkheid Niederkranichfeld van de burggraven van Kirchberg en in 1465 Tannroda (uitgestorven in 1627).

Na het uitsterven van Gleichen-Tonna in 1456 viel Tonna aan Gleichen-Gleichen.
Na het uitsterven van Gleichen-Remada in 1596 viel Remda aan Gleichen-Blankenhain
Na het uitsterven van Gleichen-Blankenhain in 1627 vielen Blankenhain, Kranichfeld en Remda aan Gleichen-Tonna.

## Gleichen-Gleichen, later Gleichen-Tonna
Na het uitsterven van Gleichen-Tonna in 1456 kwam Tonna aan graven van Gleichen-Gleichen, die vervolgens van Gleichen-Tonna 
genoemd werden. In 1550 werd de residentie van Gleichen naar Ohrdruf verplaatst. Graaf Georg (overleden in 1570) was gehuwd met gravin Walpurga van Spiegelberg. Zij was van 1583 tot haar dood in 1599 gravin van Pyrmont en Spiegelberg. Hun zoon Philips Ernst volgde in 1578 zijn broer op in Gleichen en Tonna en in 1583 zijn moeder in Spiegelberg en Pyrmont.
Philips Ernst werd na zijn dood in 1619 opgevolgd door zijn broer Johan Lodewijk. na het uitsterven van Gleichen-Blankenhain in 1627 erfde hij Blankenhain, Kranichfeld en Remda.

## De verdeling van de bezittingen van de graven van Gleichen in 1631
Op 27 april 1621 werd een erfverdrag gesloten met Hohenlohe-Neuenstein. Daardoor kwam in 1631 het bovengraafschap Gleichen met het slot en de stad Ohrdruf. Wechmar, Schwabhausen, Petzigerode, Emleben, Pferdingsleben, Werdingshausen, etc. aan de broers Georg Frederik en Kraft von Hohenlohe. Omdat de eerste onder de Rijksacht is gesteld, neemt zijn broer de gebieden voor hem bezit.
Op 1 mei 1621 werd een erfverdrag gesloten met Waldeck en Schenk van Tautenburg. Daardoor kwamen in 1631 aan Christiaan van Tautenburg de heerlijkheid Tonna met Burgtonna, Aschara, Eckardtsleben, Illeben, Döllstedt, Bienstedt, Ofhausen, Töttelstedt en Eschenbergen. Na zijn dood in 1640 komt de heerlijkheid Tonna aan de graaf van Waldeck. Vervolgens werd de heerlijkheid op 4 oktober 1677 verkocht aan Frederik van Saksen-Gotha-Altenburg.
Op 12 december 1623 werd een erfverdrag gesloten met Schwarzburg-Arnstadt. Daardoor kwamen in 1631 de dorpen Günthershausen, Ingersleben, Sülzenbrücken en het riddergoed Stedten an der Gehra bij Schwarzburg.
In 1625 stond de graaf Johan Lodewijk het graafschap Pyrmont af aan het graafschap Waldeck-Eisenberg.
Na het uitsterven van de graven in 1631 werden de bezittingen als volgt verdeeld;
- het graafschap Spiegelberg kwam als leen van Brunswijk aan Nassau-Dietz
- het graafschap Pyrmont kwam aan Waldeck-Wildungen
- Tonna kwam aan de schenkers Tautenburg (Georg Schenk von Tautenburg, gehuwd met een erfdochter uit de tak Gleichen-Remda)
- Obergleichen (Oberamt Gleichen) kwam als Saksisch leen aan Hohenlohe-Neuenstein (dit gebied viel onder de landshoogheid van de gemeenschappelijke hertogen van Saksen-Weimar)(Ohrdruf, Emleben, Schwabhausen, Petriroda, Weckmar, Pferdingsleben, Werningshausen)
- Untergleichen (1/2 Unteramt Gleichen met Ehrenstein) kwam als leen van Saksen aan Schwarzburg-Sondershausen.
- Untergleichen (1/2 Unteramt met Blankenhain en Kranichfeld) kwam aan het keurvorstendom Mainz. (Gleichen, Wandersleben, Günthersleben, Sülzenbrücken, Ingersleben en Stedten)
- Blankenhain met de burcht Gleichen kwam terug aan de leenheer, het keurvorstendom Mainz (In 1639 als leen aan van Mainz aan de broers Melchior en Herman van Hatzfeld).
- Niederkranichfeld kwam aan de Georg van Mörsberg (gehuwd met een erfdochter uit de tak Gleichen-Blankenhain)
- Remda kwam aan Saksen-Altenburg en werd later verbonden met de universiteit Jena

De status van deze gebieden was niet altijd helder. De leenheren beschouwden ze niet als rijksvrij, maar in de praktijk waren ze dat vaak wel. De vorst van Hatzfeld had voor zijn bezittingen (Blankenhain en Kranichfeld) wel een zetel in de Opper-Saksische Kreits.